# Isabella Hammad
Isabella Mariam S. Hammad (1991) es una autora británico-palestina. En 2023, fue incluida en la lista Granta Best of Young British Novelists.

## Biografía
Hammad creció en Acton, al oeste de Londres. Su padre palestino, cuya familia era de Nablus, había vivido anteriormente en el Líbano. Hammad estudió inglés en la Universidad de Oxford. Después de obtener una beca de literatura en la Universidad de Harvard, completó una maestría en escritura creativa en la Universidad de Nueva York. Hammad divide su tiempo entre Londres, París y Nueva York.

## Reconocimientos
En 2019, Hammad fue galardonada con el premio "5 menores de 35" de la Fundación Nacional del Libro. El mismo año, el periódico The New York Times nombró su obra The Parisian uno de los libros notables del año, y The Guardian incluyó a Hammad en su lista de "escritores de primeras novelas excepcionales" del año. The Guardian describe su segundo libro, Enter Ghost, como "una historia de Palestina, impulsada por cuestiones de identidad y pertenencia".
En 2020, recibió una beca literaria de la Fundación Lannan,y en 2023 fue incluida en la lista Granta Best of Young British Novelists, compilada cada 10 años desde 1983, que identifica a los 20 novelistas británicos más importantes menores de 40 años.
También ha recibido una beca Gerald Freund de MacDowell, y una beca Fundación Axinn de la Universidad de Nueva York. Fue oradora en el Festival de Literatura Palestina Escribe en Filadelfia el 22 de septiembre de 2023. Fue elegida becaria del Centro Cullman 2024-2025 en la Biblioteca Pública de Nueva York.
| Año  | Título        | Premio                                            | Resultado       | Ref.          |
| ---- | ------------- | ------------------------------------------------- | --------------- | ------------- |
| 2018 | “Mr. Can’aan” | Plimpton Prize de Ficción                         | Ganadora        | [ 9 ]         |
| 2019 | “Mr. Can’aan” | O. Henry Prize a la historia corta                | Ganadora        | [ 9 ]         |
| 2019 | The Parisian  | Palestine Book Award (Premio a la obra palestina) | Ganadora        | [ 20 ] [ 13 ] |
| 2020 | The Parisian  | Betty Trask Award                                 | Ganadora        | [ 15 ]        |
| 2020 | The Parisian  | Chautauqua Prize                                  | Preseleccionada | [ 21 ]        |
| 2020 | The Parisian  | Sue Kaufman Prize for First Fiction               | Ganadora        | [ 20 ] [ 22 ] |
| 2020 | The Parisian  | Walter Scott Prize for Historical Fiction         | Preseleccionada | [ 23 ]        |
| 2024 | Enter Ghost   | Aspen Words Literary Prize                        | Ganadora        | [ 24 ]        |

## Libros
- The Parisian (Jonathan Cape, diciembre 2019) [25] [26] [27] [28]
- Enter Ghost (Grove Press, abril de 2023) [29] [30]